# Medicinsk sociologi
Medicinsk sociologi studerar sambanden mellan medicinska diagnoser och sociala erfarenheter, situationer och strukturer. Medicinsk sociologi studerar även medicinska organisationer och institutioner, produktionen av medicinsk kunskap samt val av metoder, handlingar och interaktioner bland vårdpersonal. 
Forskningsfältet överlappar delvis med medicin, sociologi, antropologi och filosofi. Medicinska sociologer är också intresserade av de kvalitativa upplevelserna från patienter och arbetar ofta inom områdena för folkhälsa, socialt arbete, demografi och gerontologi för att undersöka fenomen i skärningspunkten mellan de sociala och kliniska vetenskaperna. Skillnader i hälsa förekommer vanligen mellan personer som skiljer sig åt i kraft av att exempelvis tillhöra olika samhällsklasser, ha olika genus, genom att vara eller inte vara rasifierad, eller ha olika kön. Objektiva sociologiska forskningsresultat har således ibland snabbt kommit att politiserats.

## Historia
Tidigt arbete i medicinsk sociologi utfördes av Lawrence J Henderson vars teoretiska intressen i arbete med Vilfredo Pareto inspirerade Talcott Parsons intressen i sociologisk systemteori. Parsons är en av grundarna av den medicinska sociologin, och tillämpad social roll-teori till interaktionella relationer mellan sjuka och andra. Viktiga bidragsgivare till medicinsk sociologi sedan 1950-talet inkluderar Howard S. Becker, Mike Bury, Peter Conrad, Jack Douglas, David Silverman, Phil Stark, Bernice Pescosolido, Carl May, Anne Rogers, Anselm Strauss, Renee Fox och Joseph W. Schneider. I Sverige har tema teknik och social förändring och tema genus (båda vid Linköpings universitet) med forskare som Boel Berner och Ericka Johnson givit bidrag till fältet.
Området medicinsk sociologi lärs vanligen ut som en del av sociologi, klinisk psykologi och studier inom hälsa, eller på mastersutbildningar där det ibland kombineras med studier av medicinsk etik/bioetik. I Storbritannien infördes sociologi i den medicinska läroplanen efter att Goodenough-rapporten utkommit år 1944.

## Medikalisering
Huvudartikel: Medikalisering
Medikalisering är ett begrepp vilket betecknar processen i vilken människors åkommor och problem kommer att bli definierade och behandlade som medicinska problem, och därav blir föremål för medicinska studier, diagnoser, prevention eller behandling. Medikalisering kan drivas fram av nya bevis eller hypoteser beträffande åkommor eller problem, genom förändrade attityder eller ekonomiska överväganden, eller genom utvecklingen av nya mediciner eller behandlingar. Vissa akademiker menar att medicinen fått allt större maktutövande i det västerländska samhället under de senaste seklen. Flera akademiker menar att antalet diagnoser idag blir fler och fler, respektive att patologiserat beteende ökar, och att piller ofta är den vanligaste behandlingen. Andra pekar ut hur strävan efter profit tycks vara motivet till ökad medikalisering. 
Hälsohistorikern Christoph Schwamm har ur ett longitudinellt perspektiv exempelvis studerat hur vissa grupperingar tenderar att bli föremål för medikalisering, medan andra inte blir det. Historiska exempel på processer respektive tillstånd som blivit föremål för medikalisering vilka brukar pekas ut idéhistoriskt är onani, förlossning och så vidare.
Sociologer som exempelvis Conrad menar att normbrytande beteende, till en början i barndomen men nu mer generellt, medikaliserats genom den expanderande symtombild vilken kännetecknar symptomdiagnoser som MBD, ADHD, osv. Horwitz & Wakefield har även polemiserat mot vad de uppfattade som att psykiatrin patologiserade vanlig mänsklig sorg, vilket enligt dem blivit alltmer inlemmat i diagnosen depression.

## Roll i vårdyrken
Professionalisering av vårdvetenskap, medicin och vårdyrken har väckt många samtida transformationer. Först av allt är den medicinska industrin inte bara sådan att den enbart arbetar med sjukdom och ohälsa, utan även med hälsa. Även sjukhusen är ansvariga för att ge vård och utföra forskning, samtidigt som hela samhället anses spela en roll i moderniseringen av den medicinska industrin. Definitionen av smärta har breddats med kroniska symtom utöver akuta symtom, forskning för att finna botemedel har expanderat till att utforska prevention av sjukdomen. Behandling har också gått från att vara starkt beroende av ingripanden för att använda övervakningsteknik. Slutligen har den professionella medicinska utvecklingen gått framåt och den roll som klienten har skiftar från patient till person.

### Allmänna källor
- Reid, Margaret (1976), "Utveckling av medicinsk sociologi i Storbritannien" , Diskussionen Legitimationen i Social Forskning nr 13 (University of Glasgow)